# Europäisches Olympisches Winter-Jugendfestival 2019
Das Europäische Olympische Winter-Jugendfestival 2019 (European Youth Winter Olympic Festival 2019), fand vom 20. bis 25. März 2019 in Sarajevo statt.

## Wettkampfstätten

### Sarajevo
- Stadion Asim Ferhatović Hase – Eröffnungsfeier
- Olympiahalle Juan Antonio Samaranch – Eishockey
- Bjelašnica (Sarajevo) – Ski Alpin (Teamwettbewerb), Snowboard
- Igman – Skilanglauf
- Mirza Delibašić Hall – Eiskunstlauf, Short Track

### Istočno Sarajevo
- Istočno Sarajevo City Hall – Schlussfeier
- Jahorina Ski Resort – Ski Alpin (Riesenslalom und Slalom)
- Nordic Ski Center Dvorišta-Pale – Biathlon
- Sports Hall Peki – Curling

## Teilnehmer
| 1537 Teilnehmer aus 46 Nationen | 1537 Teilnehmer aus 46 Nationen |
| --- | --- |
| - Albanien - Andorra - Armenien - Belarus - Belgien - Bosnien und Herzegowina - Bulgarien - Dänemark - Deutschland - Estland - Finnland - Frankreich - Georgien - Griechenland - Island - Irland - Israel - Italien - Kosovo - Kroatien - Lettland - Liechtenstein - Litauen | - Luxemburg - Nordmazedonien - Moldau - Montenegro - Niederlande - Norwegen - Österreich - Polen - Portugal - Rumänien - Russland - Serbien - Slowakei - Slowenien - Spanien - Schweden - Schweiz - Tschechien - Türkei - Ukraine - Ungarn - Vereinigtes Königreich - Zypern |

## Sportarten, Zeitplan und Resultate
Legende zum nachfolgend dargestellten Wettkampfprogramm:
|  | Eröffnungs- und Abschlusszeremonie | x | Finalentscheidungen |

Letzte Spalte: Gesamtanzahl der Entscheidungen in den einzelnen Sportarten
| Eröffnung               |     |     |     |     |     |     |        |
| Biathlon                |     |     | 2   | 2   |     | 1   | 5      |
| Curling                 |     |     |     |     |     | 1   | 1      |
| Eishockey               |     |     |     |     |     | 1   | 1      |
| Eiskunstlauf            |     |     |     |     | 2   |     | 2      |
| Shorttrack              |     | 2   | 2   |     |     | 3   | 7      |
| Ski Alpin               |     | 1   | 1   | 1   | 1   | 1   | 5      |
| Skilanglauf             |     | 2   | 2   |     | 2   | 1   | 7      |
| Snowboard               |     |     | 2   |     | 2   |     | 4      |
| Abschluss               |     |     |     |     |     |     |        |
| Medaillenentscheidungen |     | 5   | 9   | 3   | 8   | 7   | 32     |
| Februar                 | So  | Mo  | Di  | Mi  | Do  | Fr  | Gesamt |
| Februar                 | 20. | 21. | 22. | 23. | 24. | 25. | Gesamt |

## Medaillenspiegel
| Platz  | Mannschaft             | Gold | Silber | Bronze | Gesamt |
| ------ | ---------------------- | ---- | ------ | ------ | ------ |
| 1      | Norwegen               | 6    | 1      | 5      | 12     |
| 2      | Schweiz                | 5    | 5      | 2      | 12     |
| 3      | Frankreich             | 4    | 3      | 4      | 11     |
| 4      | Österreich             | 3    | 1      | 2      | 6      |
| 5      | Ungarn                 | 3    | –      | 3      | 6      |
| 6      | Russland               | 2    | 7      | 3      | 12     |
| 7      | Slowakei               | 2    | 2      | –      | 4      |
| 8      | Polen                  | 2    | 1      | 2      | 5      |
| 9      | Deutschland            | 2    | 1      | 1      | 4      |
| 10     | Italien                | 1    | 3      | 1      | 5      |
| 11     | Tschechien             | 1    | –      | 1      | 2      |
| 11     | Vereinigtes Königreich | 1    | –      | 1      | 2      |
| 13     | Slowenien              | –    | 2      | –      | 2      |
| 14     | Belarus                | –    | 1      | 2      | 3      |
| 14     | Finnland               | –    | 1      | 2      | 3      |
| 16     | Türkei                 | –    | 1      | 1      | 2      |
| 17     | Belgien                | –    | 1      | –      | 1      |
| 17     | Estland                | –    | 1      | –      | 1      |
| 17     | Litauen                | –    | 1      | –      | 1      |
| 20     | Niederlande            | –    | –      | 1      | 1      |
| 20     | Ukraine                | –    | –      | 1      | 1      |
| Gesamt | Gesamt                 | 32   | 32     | 30     | 94     |